# 永泰 (南朝斉)
永泰（えいたい）は、南北朝時代、南斉の明帝蕭鸞の治世に行われた2番目の元号。498年。

## 出来事
- 元年4月：永泰と改元。
- 元年7月：明帝崩御。皇太子蕭宝巻即位。

## 西暦・干支との対照表
| 永泰 | 元年     |
| 西暦 | 498年    |
| 干支 | 戊寅     |
| 北魏 | 太和22年 |